# 松本清張シリーズ (関西テレビ)
『松本清張シリーズ』（まつもとせいちょうシリーズ）は、1965年10月5日から1966年4月5日までフジテレビ系列局が編成していた関西テレビ製作の単発テレビドラマ枠である。全25回。編成時間は毎週火曜 21:00 - 21:30 （日本標準時）。
松本清張原作の小説作品を一話完結型のドラマにして放送していた枠。早川電機工業（現・シャープ）の一社提供枠で、枠名に『シャープ火曜劇場』を冠していたが、1963年4月まで同系列局が編成していた『シャープ火曜劇場』（フジテレビ製作）とは別物である。
前半13本（「支払い過ぎた縁談」から「厭戦」まで）はすべて三國連太郎が主演した。三國によれば、この13本は三國が自分で選んでおり、脚色は三國が制作の時に条件をつけ、三國の知人のライターで書き、他の出演者についても、三國が自分で決めるという条件つきであり、「去年の暮れでしたか、日比谷映画劇場で、関西テレビの藤信次プロデューサーに偶然会ったんですが、日本映画もこのごろいい作品が少ない、つまらない、ということから、僕があたためていたプランで、松本清張さんの短編をドラマ化しては、という話になったのです」「松本さんの作品には、組織というものへの反骨が出ている。私もこの点に共感するし、しめった味、重いものでもコミカルに描いて、清張さんの作品の「心」を私の手でいじくり回してみたかったのです」と述べている。
終了後、火曜21時枠での関西テレビ制作のドラマ枠は、2016年10月11日に連続ドラマ・1時間としてスタートするまで50年半途絶えた。また、30分枠としては、2023年4月18日に火曜23時台での連続ドラマ枠としてまで57年途絶えた。

## 放送作品一覧
1. 支払い過ぎた縁談
2. ある小官僚の抹殺
3. 二階
4. 弱味
5. いびき
6. 一年半待て
7. 怖妻の棺
8. 証言
9. 或る「小倉日記」伝
10. 坂道の家
11. 青のある断層
12. 部分
13. 厭戦
14. 地方紙を買う女
15. 遠くからの声
16. 左の腕
17. 鉢植を買う女
18. 俺は知らない
19. 危険な斜面
20. 張込み
21. 熱い空気
22. 万葉翡翠
23. 愛と空白の共謀
24. 顔
25. 通訳